# Legea conservării masei substanțelor
Legea conservării masei substanțelor (Mihail Lomonosov - Antoine Lavoisier) este un enunț despre o mărime fizică, aplicată la transformările substanțelor chimice:
În cursul reacțiilor chimice, masa produșilor de reacție trebuie să fie egală cu masa reactanților.
Legea arată faptul că într-o reacție chimică nu se creează și nu dispar atomi, ci ei se "rearanjează" formând compuși noi.
Ex: Fe + 2HCl → FeCl2 + H2
În 1748 Lomonosov creează primul enunț al acestei legi:"În Univers, atât cât se ia de la un corp, se adaugă la altul."
Se exprimă algebric printr-o egalitate dintre suma maselor reactanților și suma masei produșilor de reacție.